# Psilopsiagon
Psilopsiagon är ett fågelsläkte i familjen västpapegojor inom ordningen papegojfåglar. Släktet omfattar endast två arter som förekommer i Sydamerika från Peru till norra Chile:
- Sierraparakit (P. aymara)
- Bergparakit (P. aurifrons)